# Presidente de El Salvador
El presidente de la República de El Salvador es el jefe de Estado y de Gobierno de El Salvador. Es además, por ley constitucional el comandante general de la Fuerza Armada, quien dirige y conduce a todas las ramas de éstas y es encargado de su administración.
El presidente de la República de El Salvador inicia sus funciones el 1 de junio del año de su elección, y es acompañado de un vicepresidente de la República, para la conducción y manejo de la política del Consejo de Ministros y del gabinete del Gobierno de la República de El Salvador. 
Según el artículo 80 de la Constitución, para que una persona sea declarada presidente electo de la República, debe obtener en las elecciones presidenciales el 50 % más uno de los votos obtenidos en la elección; si ninguno de los candidatos llega a obtener ese resultado, se realizará una segunda vuelta, en la que participarán los dos candidatos que hayan obtenido más votos electorales en la primera ronda.
La duración del cargo presidencial es de cinco años con posibilidad de reelegirse una sola vez de conformidad con lo dispuesto por la Constitución de El Salvador en su artículo 152 ordinal 1.º (según sentencia de la Sala de lo Constitucional de 2021), y cada 1 de junio deberá rendir cuentas ante la Asamblea Legislativa de la República de El Salvador, sobre los aportes y Desarrollo Gubernamental que él, su vicepresidente y el Consejo de Ministros desarrollaron desde el inicio del mandato presidencial.

## Historia
En 1824, la Alcaldía Mayor de Sonsonate y la Provincia de San Salvador se unen formando el Estado de El Salvador, unido primero a las Provincias Unidas del Centro de América y después a la República Federal de Centro América. Según la ley federal los gobernantes recibían el título de Jefe Supremo hasta 1841, cuando El Salvador asume su soberanía y declara disuelta la unión centroamericana, siendo desde ese momento sus gobernantes denominados presidentes. En adelante, se reconocen cuatro etapas con particulares características: el periodo post federativo, la república cafetalera, los gobiernos militares y los gobiernos civiles.

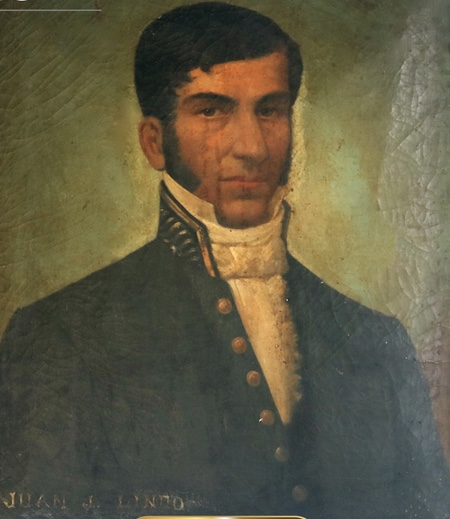
Juan Lindo, primer presidente de la República de El Salvador en 1841.

Si bien, en el año de 1841 El Salvador asumió su soberanía, será hasta el 25 de enero de 1859, cuando por decreto legislativo, se oficialice su calidad de república libre, soberana e independiente. Por otro lado, en ese año de 1841, el órgano legislativo crea una constitución para legitimar la nación de El Salvador, en la que se establece la duración del período presidencial en 2 años; y Juan Lindo, quien se encontraba gobernando como jefe supremo provisorio, asume como presidente Provisional de la República de El Salvador, el 2 de febrero de 1841. El 26 de septiembre de 1842 resultaría electo por el pueblo Antonio José Cañas, pero al no aceptarlo la asamblea nombraría al licenciado Juan José Guzmán como presidente de El Salvador (como lo estipulaba la Constitución de ese entonces). Desde ese momento, el país sufrió una serie constante de cambios de gobierno que llevaron al poder a muchos mandatarios de forma provisional.
 

En 1858, llega a la Presidencia de la República el capitán general Gerardo Barrios, cuyo gobierno dio entrada masivamente al cultivo del café en el país y fomentó la instrucción pública; asimismo, es durante su presidencia que se aumenta el período presidencial de 2 a 5 años. Es en 1863 cuando huye del poder y entra a la presidencia a Francisco Dueñas. En abril de 1871, Santiago González derrocó a Francisco Dueñas; y durante su gobierno proclamó la libertad de cultos, se legalizó el matrimonio civil y se suprimieron las órdenes religiosas. En 1876, entra al poder presidencial el médico Rafael Zaldívar, en su mandato se dieron grandes leyes de tierras comunales y ejidales. 

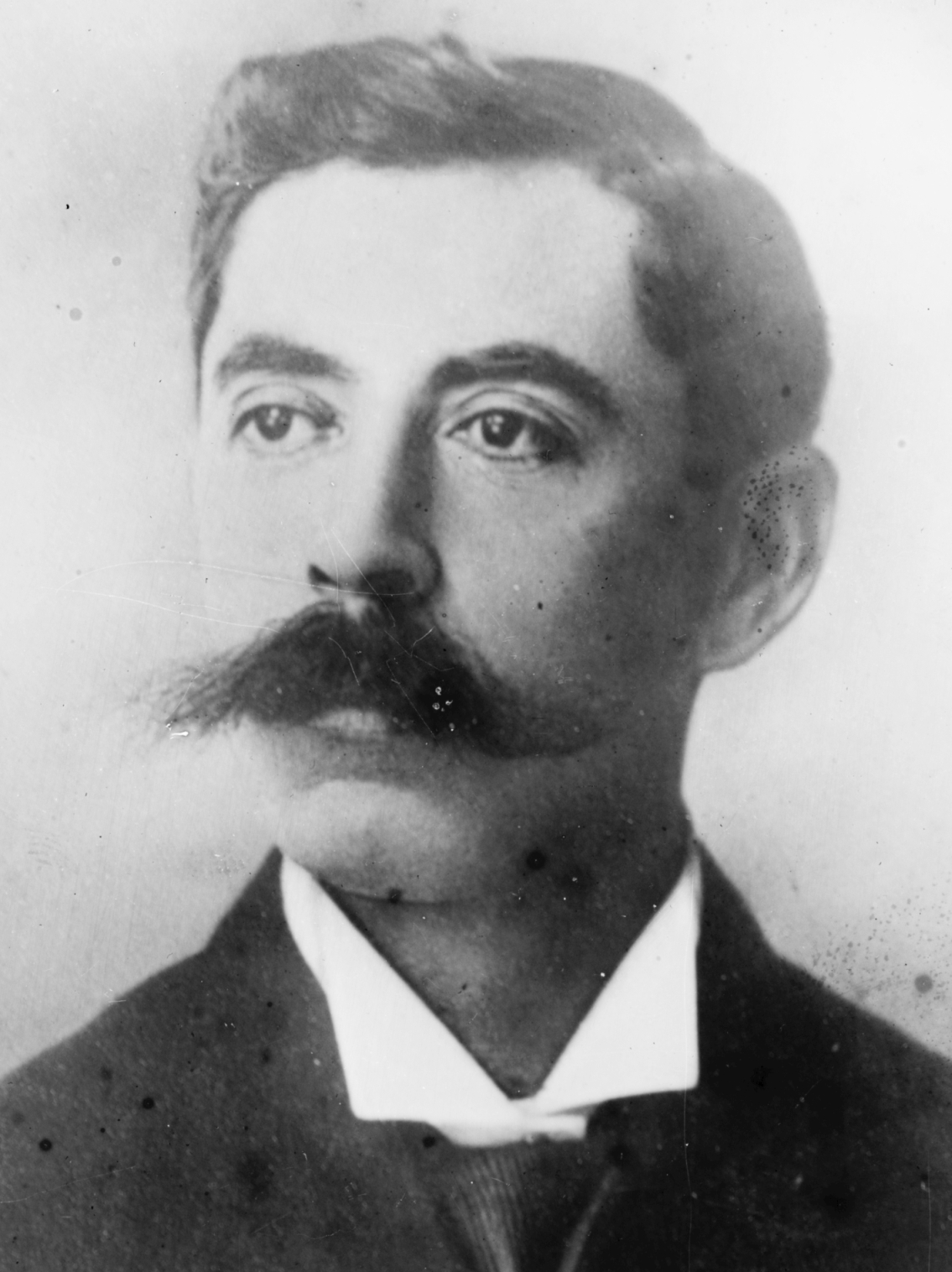
Dr. Manuel Enrique Araujo, único presidente asesinado en el ejercicio de sus funciones en la historia del país.

Con la Constitución de la República de El Salvador de 1886, emitida durante el gobierno de Francisco Menéndez, el período presidencial queda establecido en cuatro años, iniciando y terminando las funciones presidenciales el 1 de marzo. En 1913, ante el fallecimiento de Manuel Enrique Araujo, se da el inicio de la dinastía de la familia Meléndez-Quiñónez, que duraría aproximadamente 18 años, y en la que Carlos Meléndez, su hermano Jorge Meléndez,  y el cuñado de ambos Alfonso Quiñónez Molina se intercambian la presidencia hasta 1927; cuando entra al poder Pío Romero Bosque, quien en principio era apoyado por la dinastía al ser el médico de la familia, pero que después se desligaría de ellos y organizaría elecciones democráticas en las que ganaría el Ing. Arturo Araujo en 1931.

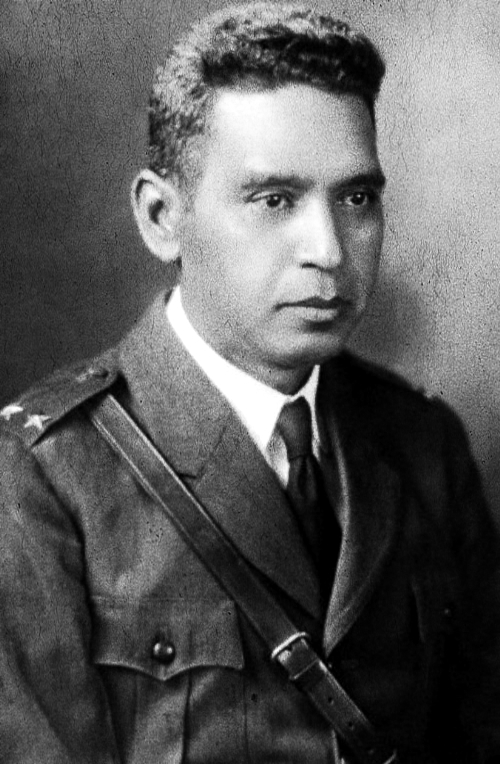
Hasta el momento, el Gral. Maximiliano Hernández Martínez ha sido la persona que más tiempo ha estado en la Presidencia de El Salvador, de 1931 a 1934, y de 1935 a 1944.

El 2 de diciembre de 1931, se produce un golpe de Estado a Arturo Araujo por parte de militares que conformaron el Directorio Cívico y que el 4 de diciembre le entregaron el cargo al vicepresidente Maximiliano Hernández Martínez. Este gobierno dictatorial fundaría los cimientos de una nación rígida y totalmente militarizada. En 1939, el General Martínez convoca a una Asamblea Constituyente para redactar una nueva constitución, en donde se establece que el período presidencial aumenta de 4 a 6 años, y empezaría y terminaría el 1 de enero. Martínez no pudo cumplir totalmente con esta medida, ya que en 1944 renuncia al poder de la nación y entrega nuevamente la presidencia al General Andrés Ignacio Menéndez.
El general Andrés Ignacio Menéndez intentaría realizar elecciones justas pero sería derrocado por una junta militar el 21 de octubre de 1944, llegando al poder el General Osmín Aguirre y Salinas. Desde ese momento, la Presidencia de la República volvió a mostrar inestabilidad dictatorial, y se empezaron a producir gobiernos militaristas, hasta el punto de crearse una república con "Autoritarismo Militar", que terminaría hasta el año 1979. En 1950, el teniente coronel Óscar Osorio, se convierte constitucionalmente en el presidente de la República, y se redacta una nueva constitución, en donde el período presidencial sería de 6 años, y empezaría y terminaría el 14 de septiembre. Osorio fue conocido como el presidente de los Programas Sociales, debido a que implementó y fundó programas en la sociedad como el Instituto de Vivienda Urbana (IVU), la Comisión Ejecutiva Portuaria Autónoma (CEPA), entre otros que beneficiaron a la nación.
En 1960, se produce un golpe de Estado que destituiría definitivamente al teniente coronel y presidente José María Lemus, lo que llevó a que se conformará una Junta de Gobierno que luego sería depuesta por un Directorio Cívico-Militar en 1961. Restableciéndose el orden constitucional y creando otra constitución en 1962, que traería consigo significativas reformas presidenciales. A partir de ese momento, el período presidencial duraría 5 años y empezará y finalizará el 1 de junio.

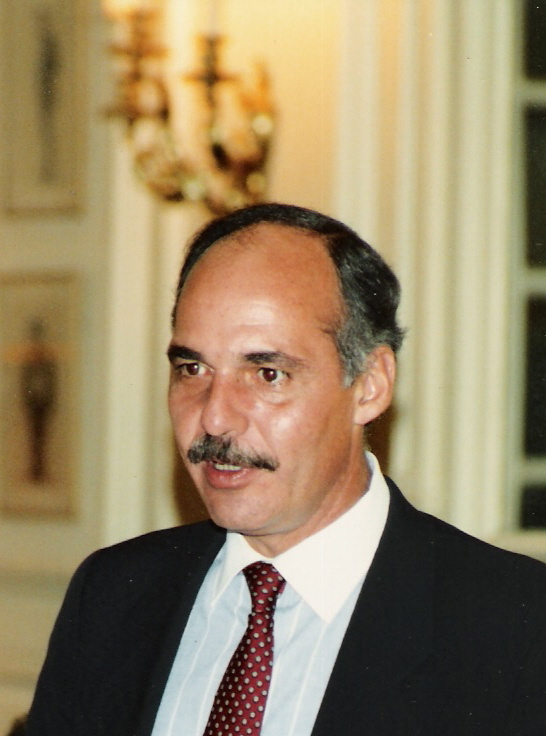
Alfredo Cristiani, primer presidente de la República por el partido ARENA.

Los gobiernos militares en el país se extendieron hasta el 15 de octubre de 1979, cuando se produce el último golpe de Estado en la historia de El Salvador, en donde un grupo de militares jóvenes derrocaron al Gral. Carlos Humberto Romero, lo que marcaría el inicio de la guerra civil. De 1979 a 1982, la Junta Revolucionaria de Gobierno, con tres etapas sucesivas, manejó el poder de la República, hasta que finalmente dejaron el poder a Álvaro Magaña como presidente interino de la República. La Asamblea Constituyente de 1983 decide crear la actual constitución, que traería incluida los Derechos Humanos. La guerra civil afectó en gran medida la estabilidad política del país. El presidente de la República tenía que enfrentarse al Frente Farabundo Martí para la Liberación Nacional, principal cuerpo de insurrección en el país y oposición.
En 1984 José Napoleón Duarte gana las elecciones ante Roberto d'Aubuisson de partido ARENA. En 1987, inició los diálogos con la guerrilla, siendo el primero en La Palma, Chalatenango, luego otro en Ayagualo, La Libertad, y otro más en la Nunciatura de San Salvador, hasta llegar a la cumbre de los presidentes centroamericanos, con la firma del Plan de Esquipulas I y II, llevado a cabo en la ciudad de Esquipulas, Guatemala. 

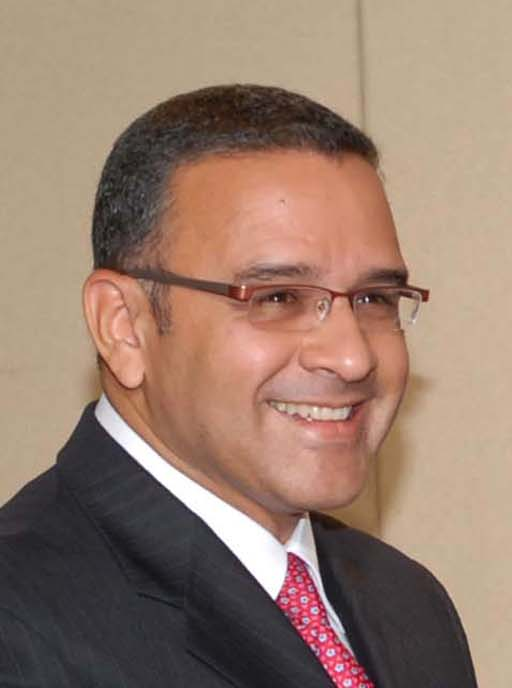
Mauricio Funes, primer presidente izquierdista de El Salvador por el partido FMLN.

En 1989, el partido ARENA, gana las Elecciones Presidenciales de 1989, dando como ganador al Lic. Alfredo Cristiani, siendo el primer presidente de la República del partido ARENA. En 1992 firmó los Acuerdos de Paz de Chapultepec que pusieron fin a la guerra civil de El Salvador. Posteriormente el partido ARENA ganó las elecciones presidenciales de: 1994, 1999 y 2004. Sus presidentes fueron Armando Calderón Sol, Francisco Flores y Elías Antonio Saca.
En 20 años de gobierno del partido ARENA, El Salvador se caracterizó por las privatizaciones de servicios nacionales como el Café, las Telecomunicaciones, el Sistema de Pensiones, la Banca Nacional, el Servicio de Energía Eléctrica, entre otros. En 2001, se realiza en el país el Sistema de Dolarización Económica, medida adoptada por el entonces Presidente de la República Francisco Flores, lo que traería consigo grandes consecuencias a largo plazo en la economía salvadoreña. 
No fue hasta el año 2009, cuando la Presidencia de la República pasa a manos de un izquierdista, Mauricio Funes, vencedor en las Elecciones Presidenciales de 2009. La llegada del primer presidente izquierdista de la República significaba una gran victoria para el FMLN. Posteriormente en los comicios del 9 de marzo de 2014 es electo Salvador Sánchez Cerén, un excomandante de las Fuerzas Populares de Liberación Farabundo Martí (FPL), organización integrante de ahora partido político FMLN. De 2009 hasta 2019, el FMLN se convertiría en el Partido Oficial de la República de El Salvador, aunque la mayoría de diputados en la Asamblea Legislativa son del partido ARENA,  por lo que no convirtió a El Salvador en un país totalmente de izquierda. 

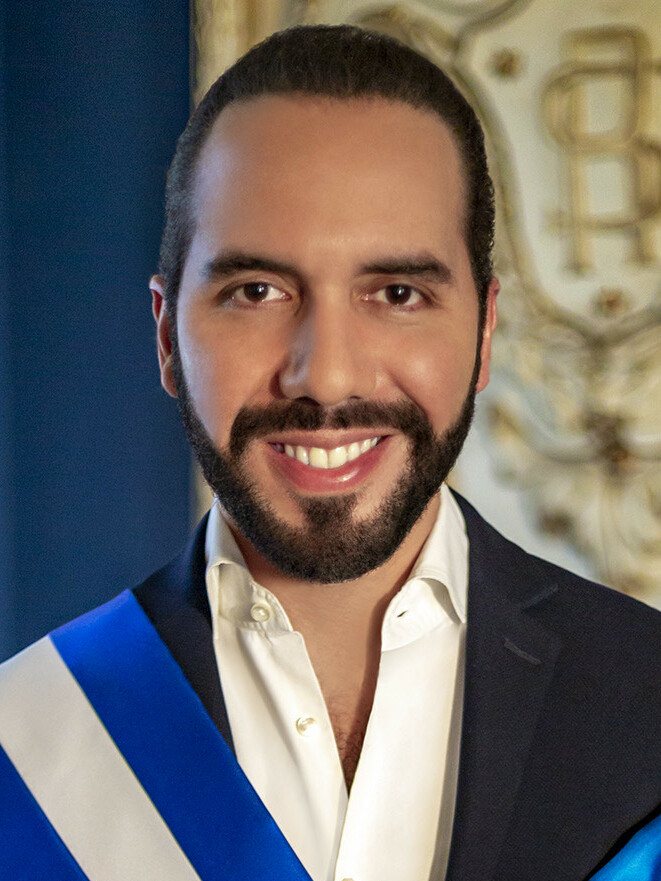
Nayib Bukele, el presidente que rompió con el tradicional bipartidismo de derecha-izquierda en El Salvador.

En las elecciones presidenciales del 3 de febrero de 2019, el empresario y político Nayib Armando Bukele Ortez logró una victoria electoral histórica que transformó significativamente el panorama político de El Salvador. Este triunfo lo convirtió en el primer mandatario desde José Napoleón Duarte Fuentes (período presidencial 1984-1989) en acceder a la presidencia sin representar a ninguno de los dos partidos políticos que habían monopolizado el poder ejecutivo durante tres décadas. Bukele, quien se presentó como candidato de la Gran Alianza por la Unidad Nacional (GANA), obtuvo el 53,10% de los sufragios (1.434.856 votos), superando ampliamente el umbral del 50% necesario para evitar una segunda vuelta electoral, conforme establece el artículo 216 del Código Electoral salvadoreño.
Este resultado electoral constituyó un rechazo masivo al bipartidismo tradicional representado por la Alianza Republicana Nacionalista (ARENA), partido de tendencia conservadora que gobernó entre 1989-2009, y el Frente Farabundo Martí para la Liberación Nacional (FMLN), organización de origen insurgente y orientación izquierdista que ejerció el poder entre 2009-2019. Los candidatos de estas formaciones, Carlos Calleja de ARENA y Hugo Martínez del FMLN, obtuvieron respectivamente el 31,72% y el 14,41% de la votación total, evidenciando el agotamiento del modelo político que había prevalecido desde los Acuerdos de Paz de 1992. La victoria de Bukele bajo la bandera de GANA, partido fundado en 2010 como escisión de ARENA, marcó una inflexión en la historia política contemporánea salvadoreña, no solo por quebrar el sistema bipartidista consolidado durante el período posconflicto, sino también por representar la emergencia de un nuevo estilo de liderazgo caracterizado por el uso intensivo de plataformas digitales y un discurso antisistema que canalizó el descontento ciudadano hacia las estructuras políticas tradicionales, fenómeno que posteriormente se consolidaría con la creación de su propio instrumento político, el partido Nuevas Ideas, en 2018.

## Presidentes de El Salvador desde 1984
Desde la promulgación de la Constitución salvadoreña en 1983 ha habido ocho presidentes constitucionales diferentes.

### Expresidentes vivos
Al año 2025, El Salvador cuenta con tres expresidentes vivos. Tres de ellos ejercieron la presidencia de forma oficial tras ser electos constitucionalmente: Alfredo Cristiani (1989–1994), Elías Antonio Saca (2004–2009) y Salvador Sánchez Cerén (2014–2019). La cuarta es Claudia Rodríguez de Guevara, quien asumió de manera interina la Presidencia de la República del 1 de diciembre de 2023 al 1 de junio de 2024, en calidad de Designada a la Presidencia, conforme al mecanismo constitucional que permite delegar temporalmente las funciones del Ejecutivo ante la ausencia del titular.

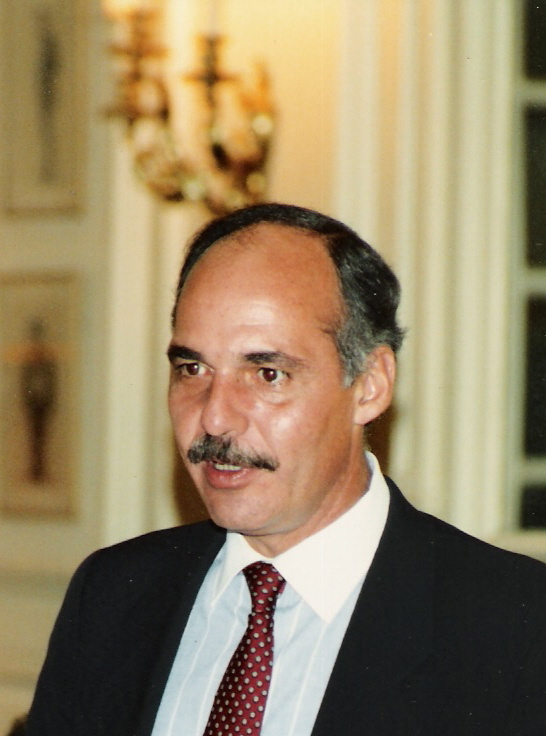
Lic. Alfredo Félix Cristiani Burkard 55.º (1989-1994) 22 de noviembre de 1947 (77 años)
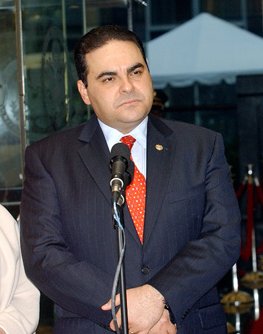
Sr. Elías Antonio Saca González 58.º (2004-2009) 9 de marzo de 1965 (60 años)
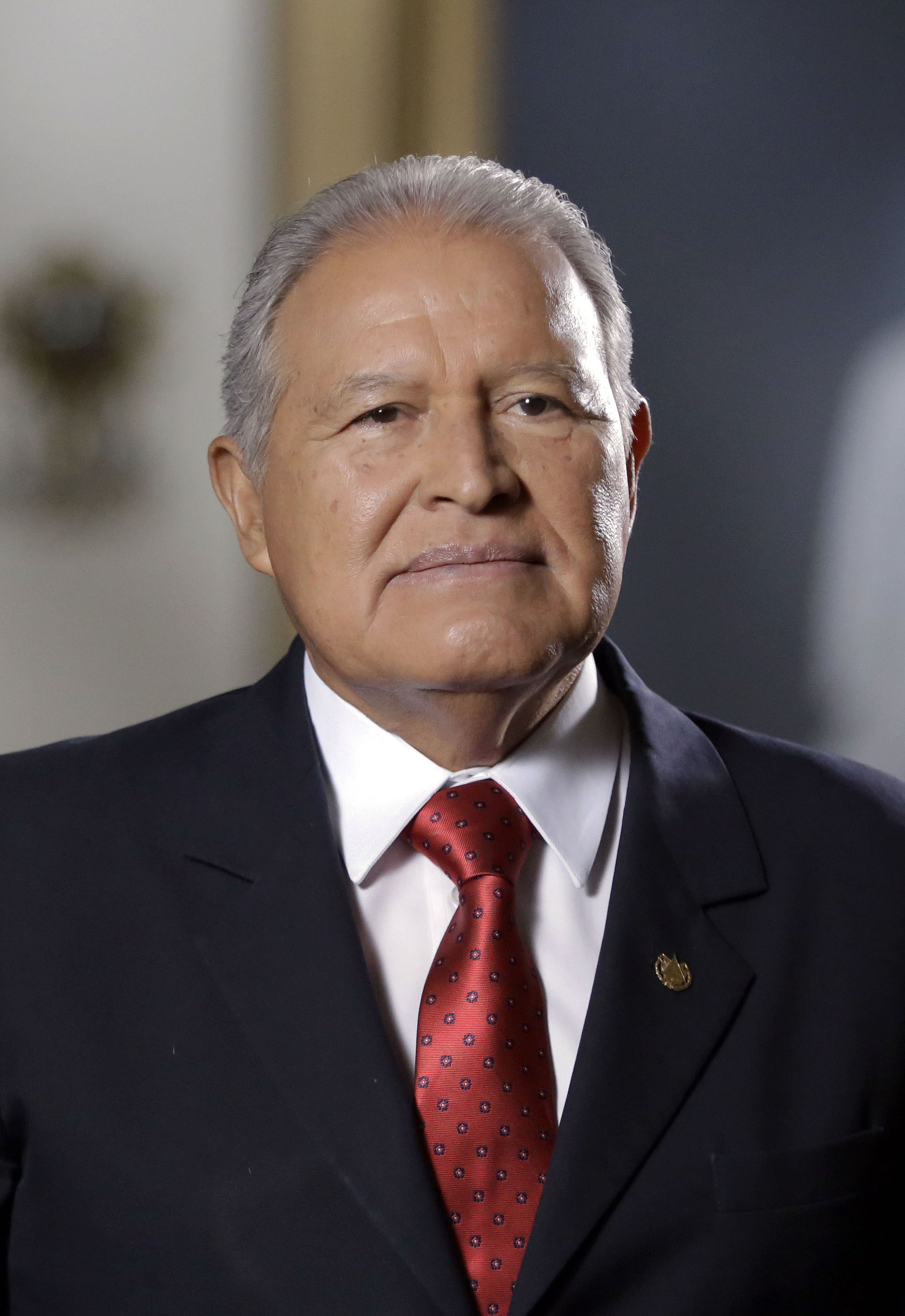
Prof. Salvador Sánchez Cerén 60.º (2014-2019) 18 de junio de 1944 (81 años)

## Disposiciones generales en la Constitución de la República
El presidente de El Salvador debe ser salvadoreño por nacimiento, de madre y padre salvadoreño; del estado seglar y mayor de 30 años de edad. El período presidencial tiene una duración de 5 años y se permite la reelección una sola vez después de separarse del cargo seis meses antes del próximo período, según lo dispuesto en la sentencia de la Sala de lo Constitucional de 2021. El presidente de la República sólo puede ser electo mediante la candidatura por un partido político.
El presidente de la República ocupa el cargo de comandante general de las Fuerzas Armadas y su renuncia sólo puede ser aceptada por la Asamblea Legislativa. El presidente de la República hace ejercicio de la Jefatura del Estado y la dirección del gobierno. Es asistido para el cumplimiento de sus atribuciones y funciones por las Secretarías de la Presidencia de la República.

### Proceso de elección
Mediante la Constitución de la República de El Salvador de 1983, para ser elegido presidente de la República de El Salvador, debe inscribirse como tal ante el Tribunal Supremo Electoral; pero para ello debe cumplir con lo requerido en el artículo 151 de la Constitución:

Art. 151.- Para ser elegido Presidente de la República se requiere: ser salvadoreño por nacimiento, hijo de padre o madre salvadoreño; del estado seglar, mayor de treinta años de edad, de moralidad e instrucción notorias; estar en el ejercicio de los derechos de ciudadano, haberlo estado en los seis años anteriores a la elección y estar afiliado a uno de los partidos políticos reconocidos legalmente.
Artículo 151, Capítulo II, Título VI de la Constitución de la República de El Salvador de 1983.

### Funciones
Según la Constitución de la República de El Salvador de 1983, las funciones de la Presidencia de la República de El Salvador serán las siguientes:

Art. 168.- Son atribuciones y obligaciones del Presidente de la República:
1º- Cumplir y hacer cumplir la Constitución, los tratados, las leyes y demás disposiciones
legales;
2º- Mantener ilesa la soberanía de la República y la integridad del territorio;
3º- Procurar la armonía social, y conservar la paz y tranquilidad interiores y la seguridad de
la persona humana como miembro de la sociedad;
4º- Celebrar tratados y convenciones internacionales, someterlos a la ratificación de la
Asamblea Legislativa, y vigilar su cumplimiento;
5º- Dirigir las relaciones exteriores;
6º- Presentar por conducto de los Ministros, a la Asamblea Legislativa, dentro de los dos meses
siguientes a la terminación de cada año, el informe de labores de la Administración Pública
en el año transcurrido. El Ministro de Hacienda presentará además, dentro de los tres
meses siguientes a la terminación de cada período fiscal, la cuenta general del último
presupuesto y el estado demostrativo de la situación del Tesoro Público y del Patrimonio
Fiscal.
Si dentro de esos términos no se cumpliere con estas obligaciones, quedará por el mismo
hecho depuesto el Ministro que no lo verifique, lo cual será notificado al Presidente de
la República inmediatamente, para que nombre el sustituto. Este presentará dentro de
los treinta días siguientes el informe correspondiente. Si aún en este caso no se cumpliere
con lo preceptuado, quedará depuesto el nuevo Ministro;
7º- Dar a la Asamblea Legislativa los informes que ésta le pida, excepto cuando se trate de
planes militares secretos. En cuanto a negociaciones políticas que fuere necesario
mantener en reserva, el Presidente de la República deberá advertirlo, para que se conozca
de ellas en sesión secreta;
8º- Sancionar, promulgar y publicar las leyes y hacerlas ejecutar;
9º- Proporcionar a los funcionarios del orden judicial, los auxilios que necesiten para hacer
efectivas sus providencias;
10º- Conmutar penas, previo informe y dictamen favorable de la Corte Suprema de Justicia;
11º- Organizar, conducir y mantener la Fuerza Armada, conferir los cargos militares y el
destino, cargo, o de la baja de oficiales de la misma, de conformidad con la ley;
12º- DISPONER DE LA FUERZA ARMADA PARA LA DEFENSA DE LA SOBERANÍA DEL ESTADO,
DE LA INTEGRIDAD DE SU TERRITORIO. EXCEPCIONALMENTE, SI SE HAN AGOTADO
LOS MEDIOS ORDINARIOS PARA EL MANTENIMIENTO DE LA PAZ INTERNA, LA
TRANQUILIDAD Y LA SEGURIDAD PÚBLICA, EL PRESIDENTE DE LA REPÚBLICA PODRÁ
DISPONER DE LA FUERZA ARMADA PARA ESE FIN. LA ACTUACIÓN DE LA FUERZA
ARMADA SE LIMITARÁ AL TIEMPO Y A LA MEDIDA DE LO ESTRICTAMENTE NECESARIO
PARA EL RESTABLECIMIENTO DEL ORDEN Y CESARA TAN PRONTO SE HAYA ALCANZADO
ESE COMETIDO. EL PRESIDENTE DE LA REPÚBLICA MANTENDRÁ INFORMADA SOBRE
TALES ACTUACIONES A LA ASAMBLEA LEGISLATIVA, LA CUAL PODRÁ, EN CUALQUIER
MOMENTO, DISPONER EL CESE DE TALES MEDIDAS EXCEPCIONALES. EN TODO CASO,
DENTRO DE LOS QUINCE DÍAS SIGUIENTES A LA TERMINACIÓN DE ESTAS, EL
PRESIDENTE DE LA REPÚBLICA PRESENTARÁ A LA ASAMBLEA LEGISLATIVA, UN INFORME
CIRCUNSTANCIADO SOBRE LA ACTUACIÓN DE LA FUERZA ARMADA;
13º- Dirigir la guerra y hacer la paz, y someter inmediatamente el tratado que celebre con este
último fin a la ratificación de la Asamblea Legislativa;
14º- Decretar los reglamentos que fueren necesarios para facilitar y asegurar la aplicación de
las leyes cuya ejecución le corresponde;
15º- Velar por la eficaz gestión y realización de los negocios públicos;
16º- Proponer las ternas de personas de entre las cuales deberá la Asamblea Legislativa elegir
a los dos designados a la Presidencia de la República;
17º- ORGANIZAR, CONDUCIR Y MANTENER LA POLICÍA NACIONAL CIVIL PARA EL RESGUARDO
DE LA PAZ, LA TRANQUILIDAD, EL ORDEN Y LA SEGURIDAD PÚBLICA, TANTO EN EL
ÁMBITO URBANO COMO EN EL RURAL, CON ESTRICTO APEGO AL RESPETO A LOS
DERECHOS HUMANOS Y BAJO LA DIRECCIÓN DE AUTORIDADES CIVILES;
18º- ORGANIZAR, CONDUCIR Y MANTENER EL ORGANISMO DE INTELIGENCIA DEL
ESTADO;
19º- FIJAR ANUALMENTE UN NÚMERO RAZONABLE DE EFECTIVOS DE LA FUERZA ARMADA
Y DE LA POLICÍA NACIONAL CIVIL;

20º- EJERCER LAS DEMÁS ATRIBUCIONES QUE LE CONFIEREN LAS LEYES.
Artículo 168, Capítulo II, Título VI de la Constitución de la República de El Salvador de 1983.